# Tameside
Tameside, officiellt Metropolitan Borough of Tameside,  är ett storstadsdistrikt (kommun) i Greater Manchester i England,  Storbritannien. Distriktet har 232 753 invånare (2022). 
Större orter är Ashton-under-Lyne (administrativ huvudort), Denton, Droylsden,  Dukinfield, Hyde, Mossley och Stalybridge. Distriktets enda civil parish är Mossley, i övrigt är distriktet en unparished area.